# Jake Abel
Jacob Allen Abel, conhecido como Jake Abel (Canton 18 denovembro de 1987), é um ator norte-americano famoso por interpretar Luke Castellan em Percy Jackson e o Ladrão de Raios.

## Biografia
Abel nasceu em Canton, Ohio. Famoso por interpretar Luke Castellan em Percy Jackson e o Ladrão de Raios. Sua primeira ruptura foi um desembarque num papel no filme do Disney Channel Go Figure como "Spencer", e mais tarde teve papeis recorrentes em Cold Case e ER. Ele foi homenageado com um prêmio Rising Star na 16. Hamptons International Film Festival, em outubro de 2008, por seu trabalho no filme Jogada de Gênio. Em 2009, Jake pode ser visto em The Lovely Bones, dirigido por Peter Jackson, e Anjo da Morte, que é uma série de 10 episódios da Web. Em fevereiro de 2009, Jake atuou como "Adam Milligan", na série Supernatural. Ele foi escolhido para interpretar o vilão Luke Castellan na adaptação da série de livros Percy Jackson e os Olimpianos, da qual o primeiro filme, Percy Jackson e o Ladrão de Raios, foi lançado em fevereiro de 2010 o segundo, Percy Jackson e o Mar de Monstros, foi lançado em agosto de 2013 e o terceiro, Percy Jackson e a Maldição do Titã, que iria ser lançado em agosto de 2015, porém não acontecera sendo Percy Jackson e o Mar de Monstros  infelizmente o ultimo filme da franquia .
Atualmente reside em Los Angeles, Califórnia com seu melhor amigo e colega de profissão Kyle Gallner. Atualmente ele é casado com Allie Wood.

## Filmografia

### Cinema
| Ano  | Filme                                              | Papel            | Notas           |
| ---- | -------------------------------------------------- | ---------------- | --------------- |
| 2005 | Go Figure                                          | Spencer          | Filme para a TV |
| 2008 | Strange Wilderness                                 | Conservacionista |                 |
| 2008 | Tru Loved                                          | Trevor           |                 |
| 2008 | Flash of Genius                                    | Dennis Kearns    |                 |
| 2009 | 18                                                 | Toby             |                 |
| 2009 | The Lovely Bones                                   | Brian Nelson     |                 |
| 2010 | Percy Jackson & the Olympians: The Lightning Thief | Luke Castellan   |                 |
| 2011 | I Am Number Four                                   | Mark James       |                 |
| 2013 | The Host                                           | Ian O'Shea       |                 |
| 2013 | Percy Jackson: Sea of Monsters                     | Luke Castellan   |                 |
| 2014 | Love & Mercy                                       | Mike Love        |                 |
| 2016 | Almost Friends                                     | Jack             |                 |
| 2018 | Shrimp                                             | Curta-metragem   |                 |
| 2019 | An Affair to Die For                               | Everett          |                 |
| 2020 | Son of the South                                   | Doc              |                 |
| 2021 | Malignant                                          | Derek Mitchel    |                 |

### Televisão
| Ano       | Título                        | Papel                | Notas          |
| --------- | ----------------------------- | -------------------- | -------------- |
| 2006      | Threshold                     | Brian Janklow        | Três episódios |
| 2006      | The Suite Life of Zack & Cody | Kirk                 | Um episódio    |
| 2006      | Cold Case                     | Doug Sommer          | Um episódio    |
| 2007      | CSI: Miami                    | Charlie Sheridan     | Um episódio    |
| 2007      | Life                          | Tate                 | Um episódio    |
| 2009      | CSI:NY                        | Kyle Sheridan        | Um episódio    |
| 2009      | ER                            | Dylan                | Um episódio    |
| 2009-2010 | Supernatural                  | Adam Milligan/Miguel | 3 episódios    |
| 2011      | Grey's Anatomy                | Tyler Moser          | 1 episódio     |
| 2019      | Another Life                  | Sasha Harrison       | 10 episódios   |
| 2019-2020 | Supernatural                  | Adam Milligan/Miguel | 2 episódios    |